# Завихренность
Зави́хрeнность (технический термин принято писать через «е», а не «ё», и с ударением на второй слог) — свойство движения жидкости или газа, при котором в среде существуют «вихри» — вращающиеся элементы объёма. Количественной мерой завихрeнности служит ротор скорости {\displaystyle {\omega =\operatorname {rot} ~v}}; ω называют псевдовектором вихря или просто завихрeнностью. Движение с ненулевой завихрeнностью называется вихревым движением, в отличие от потенциального — безвихревого движения.
В вязкой жидкости происходит выравнивание — диффузия локализированных завихрeнностей, причём роль коэффициента диффузии играет кинематическая вязкость жидкости {\displaystyle \nu }. Эволюция завихрeнности вязкой несжимаемой жидкости определяется уравнением
{\displaystyle {\frac {\mathrm {d} \omega }{\mathrm {d} t}}=(\omega \nabla )u+\nu \triangledown ^{2}\omega }.
Завихрeнность связана с функцией тока через оператор Лапласа:
{\displaystyle \omega =\triangle \phi }

## Многоспиральный вихрь (Swirl)
Вихрь из k радиально симметрично расположенных спиралей описывается уравнением
{\displaystyle f(r,\theta )=\sin(n\cdot \cos r-k\theta )}
где {\displaystyle r} и {\displaystyle \theta } — соответственно полярные радиус и угол; k =0, 1, …, n-1.
В Swirl показаны многоспиральные вихри для n =6.